# Антріфтталь
Антріфтталь (нім. Antrifttal) — громада в Німеччині, знаходиться в землі Гессен. Підпорядковується адміністративному округу Гіссен. Входить до складу району Фогельсберг.
Площа — 26,592 км2. Населення становить 1808 ос. (станом на 31 грудня 2020).